# Homospermidin sintaza (spermidin-specifična)
Homospermidin sintaza (spermidin-specifična) (EC 2.5.1.45) je enzim sa sistematskim imenom spermidin:putrescin 4-aminobutiltransferaza (formira propan-1,3-diamin). Ovaj enzim katalizuje sledeću hemijsku reakciju
spermidin + putrescin {\displaystyle \rightleftharpoons } sim-homospermidin + propan-1,3-diamin
Reakcija ovog enzima se odvija u tri koraka, pri čemu su neki od intermedijera vezani za enzim: NAD+-zavisna dehidrogenacija putrescina, transfer 4-aminobutilidenske grupe sa dehidroputrescina na drugi molekul putrescina i redukcija iminskog intermedijera čime se formira homospermidin.

## Literatura
- Nicholas C. Price; Lewis Stevens (1999). Fundamentals of Enzymology: The Cell and Molecular Biology of Catalytic Proteins (Third изд.). USA: Oxford University Press. ISBN 019850229X.
- Eric J. Toone (2006). Advances in Enzymology and Related Areas of Molecular Biology, Protein Evolution (Volume 75 изд.). Wiley-Interscience. ISBN 0471205036.
- Branden C; Tooze J. Introduction to Protein Structure. New York, NY: Garland Publishing. ISBN 0-8153-2305-0.
- Irwin H. Segel. Enzyme Kinetics: Behavior and Analysis of Rapid Equilibrium and Steady-State Enzyme Systems (Book 44 изд.). Wiley Classics Library. ISBN 0471303097.

## Spoljašnje veze
- Homospermidine+synthase+(spermidine-specific) на 